# Parironus lukini
Parironus lukini is een rondwormensoort uit de familie van de Ironidae. De wetenschappelijke naam van de soort is voor het eerst geldig gepubliceerd in 1984 door Platonova.